# ريزدنت إيفل 2
ريزدنت إيفل 2 (بالإنجليزية: Resident Evil 2، وتعرف باليابانية باسم: バイオハザード2 أي بَايُو هَازَرْد 2) هي لعبة طورتها شركة كابكوم اليابانية في سنة 1998، ولقد تم في عام 2019 إصدار نسخه مطوره من اللعبة وتعمل على جهاز بلاي ستيشن 4.

## قصة اللعبة
تقع أحداث اللعبة بعد شهرين من أحداث اللعبة الأولى وفي نفس وقت أحداث اللعبة الثالثة Resident Evil 3 في مدينة راكون، والتي تحول جميع سكانها تقريبًا إلى مخلوقات الزومبي بعد انتشار فيروس تي وهو نوع جديد من سلاح بيولوجي تم تطويره بشكل سري عن طريق شركة الأدوية أمبريلا. و يوجد في اللعبة بطلين وهما ليون كينيدي ضابط الشرطة في يومه الأول في القوات المحلية وكلير ريدفيلد وهي طالبة في الكلية تبحث عن اخيها كريس. وبعد أن وصلوا للمدينة يقوم كل منهم بشق طريقه إلى قسم شرطة مدينة راكون طلبًا للحماية من السكان المتحولين، ولكن يكتشوا أن معظم أعضاء الشرطة قد تم قتلهم وأن كريس قد قام بمغادرة المدينة للتحقيق في مقر أمبريلا في أوروبا.
ومع عدم وجود دافع للبقاء في المدينة قرر البطلين الافتراق للبحث عن ناجين آخرين ثم الفرار من المدينة، وأثناء البحث عن مهرب تلتقي كلير بفتاة صغيرة تدى شيري والتي كانت تهرب من مخلوق غير معروف ويقابل ليون أدا وونق والتي تدعي أنها صحفية تبحث عن صديقها جون وهو باحث يعمل في أمبريلا.
وتبين لاحقًا أن قائد الشرطة براين ايرونز قد تم رشوته من قبل أمبريلا لإخفاء الأدلة على تجاربهم في ضواحي المدينة وأيضًا قام بإخفاء عملية تطوير الفيروس الجديد جي وهو قادر على التحول من إنسان إلى سلاح بيولوجي عظيم، يحاول ايرونز قتل كلير ولكنه يقتل عن طريق مخلوق اصيب بفيروس جي في قسم الشرطة. وعندئذٍ قامت كل من كلير وشيري بالهرب عن طريق المجاري ولكن انفصلوا. و من ناحية أخرى انفصلت أدا هي الأخرى عن ليون وقابلت شيري وحصلت على قلادة ذهبية فقدتها الفتاة عندما كانت تهرب، وتجتمع أدا مع ليون لاحقًا في المجاري بعد أن أصر أنه من واجبه حمايتها، ويقابل ليون وأدا امرأة في منتصف العمر وتقوم بإطلاق النار على أدا ولكن ليون تصدى للطلقة واصيب بها، وتجاهلت أدا ليون وهو فاقد للوعي وقامت باللحاق بالمرأة والتي افصحت بأنها والدة شيري واسمها أنيت وهي زوجة ويليام بيركين وهو عالم لدى أمبريلا وهو من انشأ فيروس جي، وفي محاولة لحماية اختراعه من سرقته من قبل أمبريلا والتي ارسلت عملاء لها قام بحقن نفسه بالفيروس مما حوله إلى مخلوق مشوه وهو الآن يقوم بمطاردة شيري، وتتعرف أنيت على قلادة ابنتها وتحاول اخذها من أدا وخلال التعارك معها سقطت أنيت في الماء، واكتشفت أدا أن القلادة الذهبية تحوي عينة من فايروس جي وبعدها قررت العودة إلى ليون لمعالجة اصابته.
وفي الوقت ذاته اجتمعت كلير مع شيري مجددًا واكتشفت أن بيركين المتحول زرع في ابنته الفيروس لإنتاج سلالة جديدة، وتقدم كل من ليون وأدا وكلير وشيري خلال مصنع مهجور متصل بمنشأة أمبريلا للأبحاث السرية تحت الأرض، وبعد هجوم من بيركين اصيبت أدا اصابة شديدة وليون قام بالمضي قدمًا لإستكشاف المعمل لعثور على علاج لجراحها، وتقابله أنيت والتي تشرح له بأن علاقة أدا بجون كانت فقط للحصول على معلومات عن أمبريلا وأن أدا هي جاسوس تم إرسالها لسرقة فيروس جي لمنظمة غير معروفة، وعندما كانت أنيت على وشك إطلاق النار على ليون قام وحش تايرنت يطلق عليه اسم السيد إيكس بالظهور وكانت مجبره على التراجع والهرب، وتأتي هنا أدا لإنقاذ ليون وتتغلب على الوحش ولكن كان ذلك مقابل حياتها فقد سقطت في على جسر معلق.
وخلال ذلك حاولت أنيت الفرار مع عينة أخرى من فيروس جي ولكن تعرضت للإصابة بجروح قاتلة سببها زوجها بيركين، وقبل أن تموت أخبرت كلير كيف يمكنها أن تصنع لقاح يوقف الفيروس الذي اصيبت به شيري ويمنعها من التحول، وبعد تجهيز العلاج ألتقى ليون وكلير في قطار الهروب للطواريء وتم حقن شيري باللقاح وتم علاجها، وتحول بيركين إلى مخلوق أكبر وقام باللحاق بهم ولكن تم القضاء عليه عندما تسبب نظام التدمير الذاتي بتفجير القطار، واعتزم ليون التغلب على أمبريلا وكلير قامت بإكمال بحثها عن اخيها كريس.

## طريقة اللعب
يمكن للاعب ان يلعب بالشخصيتين وهما ليون كينيدي وكلير رد فيلد وكل شخصية لها سيناريو مختلف حيث انا انهيت طور ليون يجب عليك اللعب بطور كلير لكي تكتمل القصة لديك ويمكن للاعب ان يلعب في طور ليون أو طور كلير بشكل منفصل ولكن في هذه الحالة سوف تكون القصة غير كاملة.

## أبطال اللعبة
- ليون س. كينيدي.
- كلير ريدفيلد.

## وصلات خارجية
- ريزدنت إيفل 2 على موقع IMDb (الإنجليزية)

- قصة ريزدنت إيفل 2 (1998)
- ريزدنت إيفل 2 على موبي غيمز